# Stronghold Legends
Stronghold Legends — відеогра в жанрі стратегії в реальному часі, випущена компанією Firefly Studios в 2006 році. Гра створена на рушії Stronghold 2. Гра заснована на фентезійному сюжеті. Час дії гри — раннє Середньовіччя. Місце дію — Європа (Англія, Трансильванія, північна Німеччина).

## Ігровий процес
У грі присутні три сторони — Король Артур з Уельсу, граф Влад III Дракула (Влад III Дракула) та Дітріх — герой Німецького епосу. Ігровий процес помітно змінився, деякі типи юнітов були прибрані, а також додані нові.  
Є три типи гри: Одиночна гра (підрозділяється на сценарії, кампанії (їх три, за кожну з сторін і Шляхи Легенд), мережеву, редактор карт). Ігровий процес у порівнянні з Stronghold 2 змінився не сильно, переважно за рахунок фентезійних юнітів. Помітно змінилося лише ведення війни.

## Сторони
У грі присутні три сторони: Добро, Холод і Зло. Для кожної із сторін є свої особливості і можливості гри.